# Jarabandahalli, Gauribidanur
Jarabandahalli là một làng thuộc tehsil Gauribidanur, huyện Chikkaballapur, bang Karnataka, Ấn Độ.